# Juan Solo
Juan Solo – francuska seria komiksowa autorstwa Alejandro Jodorowsky’ego (scenariusz) i Georges’a Bessa (rysunki), opublikowana w czterech tomach przez wydawnictwo Les Humanoïdes Associés w latach 1995–1999. Po polsku ukazała się nakładem Scream Comics w dwóch albumach zbiorczych zawierających po dwa albumy.

## Fabuła
Tytułowy bohater, Juan Solo, wychował się w skrajnie patologicznych warunkach. Od wczesnych lat para się bezmyślną zbrodnią, która według niego jest szczeblem na drabinie uznania i pozycji społecznej wśród skorumpowanych mieszkańców rodzinnego miasteczka gdzieś w Ameryce Południowej.

## Tomy
| Tom | Tytuł i rok wydania polskiego       | Tytuł i rok wydania oryginalnego |
| --- | ----------------------------------- | -------------------------------- |
| 1   | Syn spluwy / Psy władzy (2015)      | Fils de Flingue (1995)           |
| 2   | Syn spluwy / Psy władzy (2015)      | Les Chiens du pouvoir (1996)     |
| 3   | Ciało i trąd / Święty łajdak (2016) | La Chair et la gale (1998)       |
| 4   | Ciało i trąd / Święty łajdak (2016) | Saint Salaud (1999)              |

## Nagrody
Za tom pierwszy Juana Solo Alejandro Jodorowsky otrzymał w 1996 roku nagrodę dla najlepszego scenarzysty na Międzynarodowym Festiwalu Komiksu w Angoulême.